# TvN Story
tvN Story est une chaîne de télévision payante sud-coréenne appartenant à CJ ENM (CJ Group).